# Voọc đen tuyền
Voọc đen tuyền (tên khoa học Trachypithecus ebenus) là loài linh trưởng bản địa của Lào và Việt Nam .
Loài này được mô tả lần đầu tiên như một phân loài của voọc Java (T. auratus) nhưng sau đó được phân vào nhóm T. francoisi dù một số người vẫn coi nó là một phân loài . Từ năm 2001, nó được xếp là một loài riêng biệt .
Ngoại trừ bộ lông gần như đen tuyền, loài này giống với các thành viên của nhóm T. francoisi. T. ebenus có những đặc điểm của voọc Hà Tĩnh (T. hatinhensis) mặc dù về di truyền chúng là hai loài riêng biệt.. Điều này gợi ý rằng có thể do tính trạng lông đen mà có thể xếp nó như một phân loài của T. laotum.